# Índice de conteúdo

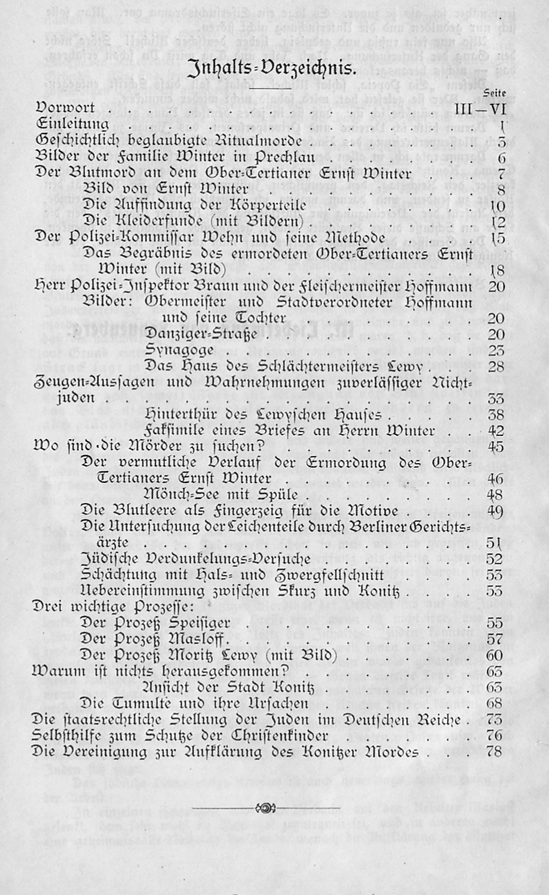
Tabela de conteúdo de um livro em alemão de 1901.

Um índice de conteúdo é uma lista das partes de um livro, artigo, ou documento organizado pela ordem em que as partes aparecem. O directório geralmente inclui (pelo menos) os títulos ou descrições dos cabeçalhos de primeiro nível.
Segundo a ABNT-NBR 6027, é chamado de "sumário" (não confundir com resumo) e trata-se da “enumeração das principais divisões, seções e outras partes de um documento, na mesma ordem em que a matéria nele se sucede”. Em regra, o título de cada seção deve utilizar a mesma fonte em que aparece no texto, mas se podem fazer as adequações à diagramação, mantidas as proporções. A indicação das páginas localiza-se à direita de cada seção.

## Ambiguidade
No âmbito brasileiro, há uma certa confusão entre as definições de índice e sumário, devido à falta de clareza das normas oficiais da ABNT - Associação Brasileira de Normas Técnicas: NBR 6027 e NBR 6034.
De acordo com Ivanir Kotait apud. Gilson Vieira Monteiro:
"A explicação simples, clara, concisa e objetiva veio da professora Ivanir Kotait, doutora em editoração científica: 'Sumário é a enumeração das principais divisões, seções e outras partes de um documento, na mesma ordem em que a matéria nele se sucede e índice é uma enumeração detalhada, em ordem alfabética, dos nomes de pessoas, nomes geográficos, acontecimentos, etc., com a indicação de sua localização no texto (informação verbal, por telefone).' (...) E conclui: "A expressão fundamental, 'em ordem alfabética', para se diferençar um sumário de um índice, não aparece em nenhuma das NBR que tratam especificamente dos dois assuntos."
Há também possibilidade de ambiguidade com o índice remissivo, normalmente localizado ao final das obras.